# آندرورلد
آندرورلد (به انگلیسی: Underworld) یک گروه موسیقی الکترونیک بریتانیایی است که سال ۱۹۸۰ در کاردیف شکل گرفت.